# Фелсентал (Арканзас)
Фелсентал (енгл. Felsenthal) град је у америчкој савезној држави Арканзас.

## Демографија
По попису из 2010. године број становника је 150, што је 2 (-1,3%) становника мање него 2000. године.
| Група             | 2000.       | 2010.       |
| Белци             | 120 (78,9%) | 137 (91,3%) |
| Афроамериканци    | 25 (16,4%)  | 11 (7,3%)   |
| Азијати           | 0 (0,0%)    | 0 (0,0%)    |
| Хиспаноамериканци | 6 (3,9%)    | 1 (0,7%)    |
| Укупно            | 152         | 150         |